# Spoorlijn Dortmund-Bodelschwingh - Gelsenkirchen-Bismarck
De spoorlijn Dortmund-Bodelschwingh - Gelsenkirchen-Bismarck was een Duitse spoorlijn en was als spoorlijn 16 onder beheer van DB Netze.

## Geschiedenis
Het traject werd door de Königlich-Westfälischen Eisenbahn-Gesellschaft (WfE) geopend op 20 augustus 1879 als onderdeel van de doorgaande verbinding tussen Welver en Sterkrade. Na de nationalisering van de  Duitse spoorwegen is de lijn reeds op 1 juli 1882 gesloten. Vervolgens is volgens hetzelfde tracé een gedeelte van het Rijn-Hernekanaal aangelegd. Op zijn beurt is het westelijke gedeelte van het kanaal weer gedempt en ligt thans Bundesautobahn 42 op dit tracé.

## Aansluitingen
In de volgende plaatsen was er een aansluiting op de volgende spoorlijnen:
Dortmund-Bodelschwingh
DB 2135, spoorlijn tussen Dortmund-Bodelschwingh en Dortmund-Mengede
DB 2136, spoorlijn tussen Dortmund Süd en Dortmund-Bodelschwing
Herne
DB 20, spoorlijn tussen Herne en Herne WfE
Gelsenkirchen-Bismarck
DB 2153, spoorlijn tussen Bochum en de aansluiting Nordstern
DB 2172, spoorlijn tussen Essen en Gelsenkirchen Zoo
DB 2236, spoorlijn tussen Zutphen en Gelsenkirchen-Bismarck